# Jan Hojer
Jan Hojer (Colonia, 9 de febrero de 1992) es un deportista alemán que compite en escalada, especialista en la prueba de bloques.
Ganó tres medallas en el Campeonato Mundial de Escalada, en los años 2014 y 2018, y tres medallas de oro en el Campeonato Europeo de Escalada, en los años 2015 y 2017. Además, consiguió una medalla de plata en los Juegos Mundiales de 2017.

## Palmarés internacional
| Campeonato Mundial | Campeonato Mundial  | Campeonato Mundial | Campeonato Mundial |
| Año                | Lugar               | Medalla            | Prueba             |
| ------------------ | ------------------- | ------------------ | ------------------ |
| 2014               | Múnich (Alemania)   | Medalla de plata   | Combinada          |
| 2014               | Múnich (Alemania)   | Medalla de bronce  | Bloques            |
| 2018               | Innsbruck (Austria) | Medalla de bronce  | Combinada          |
| Campeonato Europeo |                     |                    |                    |
| Año                | Lugar               | Medalla            | Prueba             |
| 2015               | Innsbruck (Austria) | Medalla de oro     | Bloques            |
| 2017               | Múnich (Alemania)   | Medalla de oro     | Bloques            |
| 2017               | Múnich (Alemania)   | Medalla de oro     | Combinada          |